# Marco Benfatto
Marco Benfatto (Camposampiero, 6 de janeiro de 1988) é um ciclista profissional italiano, membro da equipa Bardiani-CSF-Faizanè.

## Palmarés
2012
- La Popolarissima
- 1 etapa do Giro do Friuli Venezia Giulia
- 1 etapa do Girobio

2014
- 1 etapa do Volta à Normandia
- 2 etapas da Volta ao Lago Qinghai

2016
- 2 etapas do Tour de Bihor
- 3 etapas do Tour da China I
- Tour da China II, mais 3 etapas

2017
- 1 etapa do Tour da China I
- 2 etapas do Tour da China II

2018
- 1 etapa da Volta à Venezuela[2]
- 2 etapas do Tour da China I
- 1 etapa do Tour de Hainan

2019
- 1 etapa da Volta ao Táchira
- 1 etapa do Tour de Langkawi
- 2 etapas do Tour da China I
- 2 etapas do Tour da China II
- 2 etapas do Tour de Lago Taihu